# Torbjörn Tyler
Torbjörn Tyler is een Zweedse botanicus.
Hij is werkzaam aan de sectie plantenecologie en -systematiek van de Universiteit van Lund. Hij houdt zich bezig met onderzoek betreffende plantentaxonomie, floristiek, biogeografie van planten (fytogeografie) en bescherming van planten.
Een onderzoeksproject waarbij Tyler betrokken is, betreft het voorkomen en de taxonomie van aseksueel voortplantende (apomictische) micro-soorten van het geslacht havikskruid (Hieracium) in Zweden. Andere onderzoeken waarmee hij zich bezighoudt, betreffen het voorkomen en de genetische diversiteit binnen geografisch wijd verspreide soorten vaatplanten, de huidige verspreiding van vaatplantentaxa in de provincie Skåne län, de huidige verspreiding van mossen in verschillende regio’s in Zweden, recente en nog optredende veranderingen in de frequentie van voorkomen van vaatplantensoorten in het zuiden van Zweden, de geschiedenis van immigratie/introductie van vaatplantensoorten in Scandinavië, de taxonomie en distributie van verschillende kritische of weinig bekende Scandinavische vaatplantentaxa (onder meer Pilosella, Dryopteris dilatata, Carex sect. Digitatae, Campanula glomerata, Hylotelephium en verschillende coniferen die in de Scandinavische bosbouw worden gebruikt, waaronder Abies, Picea en Larix).
Tyler heeft in verschillende wetenschappelijkste tijdschriften gepubliceerd. Daarnaast is hij de hoofdredacteur van Nordic Journal of Botany.

## Selectie van publicaties
- 'Four new species of Hieracium (Asteraceae) from southern Sweden'; Torbjörn Tyler; in: Annales Botanici Fennici, 44: 315-319, 28 augustus 2007; online versie hier
- 'New species and combinations in Hieracium (Asteraceae) from Southern Sweden'; Torbjörn Tyler; in: Annales Botanici Fennici, 42: 399-403, 28 oktober 2005; online versie hier
- 'New species, varieties and combinations of Hieracium from the Swedish provincies Gotland and Östergötland'; Torbjörn Tyler; in: Annales Botanici Fennici, 41: 137-141, 28 april 2004; online versie hier